# Pseudoscopelus paxtoni
Pseudoscopelus paxtoni är en fiskart som beskrevs av Melo 2010. Pseudoscopelus paxtoni ingår i släktet Pseudoscopelus och familjen Chiasmodontidae. Inga underarter finns listade i Catalogue of Life.